# 班迪島
班迪島（英語：Bandy Island）是南極洲的島嶼，位於瑪麗伯德地，處於林奇角以西3公里的赫爾灣，美國地質調查局根據美國海軍拍攝的空中照片繪入地圖，現時由南極條約體系管理。